# Countrypop
Countrypop is een vermenging van countrymuziek met popmuziek. Het is ontstaan toen de Nashville-sound toegankelijker werd gemaakt voor een groter publiek. Het woord wordt door critici ook wel neerbuigend gebruikt voor muziek die meer op popmuziek lijkt dan op traditionele countrystijlen, zoals honky-tonk.
Vóór de opkomst van de rockmuziek in de jaren zestig van de 20e eeuw, werd countrymuziek beluisterd door enkel de groep waar het voor bestemd was. Daarbuiten was het amper in trek. Daarna waren er artiesten die ook aansloegen bij een groter  publiek, zoals Johnny Cash en Dolly Parton, maar landde het in zijn algemeenheid nog niet bij het grote publiek. Hier kwam verandering in sinds de jaren negentig, toen de muziek toegankelijker werd voor meer mensen. Sinds die jaren is ook het aantal countryartiesten doorgegroeid, met hoge plaatverkopen van bijvoorbeeld Shania Twain, Garth Brooks, LeAnn Rimes, Taylor Swift en George Strait. Daarnaast zijn er sindsdien steeds vaker fragmenten uit de countrymuziek terug te horen in andere populaire stijlen, variërend van rockmuziek tot hiphop.